# Xoài kem lạnh
Xoài kem lạnh là tên của một giống xoài nửa lùn có nguồn gốc từ Trinidad và Tobago và sau đó được giới thiệu đến Florida.

## Lịch sử
Giống cây xoài kem được phát hiện ở Trinidad và Tobago, và sau đó được đưa đến Hoa Kỳ bởi Maurice Kong thuộc Hội đồng trái cây hiếm quốc tế và được giới thiệu qua Florida. Nguồn gốc cha mẹ của giống này chưa được biết đến.
Nó được biết đến bởi thói quen tăng trưởng nửa lùn; cây có thể được duy trì chiều cao dưới 6,5 feet, và nó đã được quảng bá là "condo mango" bởi Tiến sĩ Richard Campbell thuộc Vườn bách thảo nhiệt đới Fairchild. Vì đặc tính lùn của nó, Ice Cream thường được trồng trong chậu. Nó đã trở thành một cây giống ở vườn ươm được bán phổ biến cho người dân trồng tại nhà ở Florida.
Cây xoài kem hiện đang được trồng tại kho trái cây nhiệt đới của USDA ở Miami, Florida, cũng như Công viên trái cây và gia vị Miami-Dade  ở Homestead, Florida.

## Miêu tả
Quả xoài kem có kích thước rất nhỏ, trung bình chỉ nặng tám ounce (nửa pound) khi trưởng thành. Trái cây có xu hướng màu vàng-xanh, không có bất kỳ chỗ nào đỏ trên bề mặt. Xoài kem khi chín có màu xanh. Đó là một quả hình bầu dục phẳng với bề mặt gập ghềnh. Thịt không xơ, vị phong phú, ngọt, và nồng, và chứa một hạt đơn phôi. Quả chín từ tháng 6 đến tháng 7 ở Florida. Vị ngọt nồng của nó đã được ví như Mango Sorbet. Cây có thể chịu bệnh và kháng sâu bệnh. Cây có năng suất trung bình mặc dù cây không có năng suất cao ở Florida do khả năng kháng nấm kém. Thụ phấn chéo có thể cải thiện mức độ ra quả của xoài Kem.
Cây có sức sống thấp và có thể được duy trì ở độ cao dưới 8 feet.